# Établissement public territorial Plaine Commune
Établissement public territorial Plaine Commune ist ein französischer Gemeindeverband mit der Rechtsform eines Établissement public territorial (EPT) im Département Seine-Saint-Denis in  der Region Île-de-France. Der Gemeindeverband wurde am 1. Januar 2016 gegründet und umfasste neun Gemeinden. Der Verwaltungssitz befindet sich im Ort Saint-Denis.

## Historische Entwicklung
Der Gemeindeverband entstand mit Wirkung vom 1. Januar 2016 im Zuge der Neuschaffung dieser Rechtsform eines Gemeindeverbandes und bezweckt vor allem die teilweise Dezentralisierung der Kommunalverwaltung in der riesigen Métropole du Grand Paris. Die Mitgliedsgemeinden gehören daher beiden Gemeindeverbänden an.
Mit Wirkung vom 1. Januar 2025 fusionierte Pierrefitte-sur-Seine mit Saint-Denis. Dies reduzierte die Anzahl der Gemeinden auf acht.

## Mitgliedsgemeinden
| Gemeinde                                        | Einwohner 1. Januar 2022 | Fläche km² | Dichte Einw./km² | Code INSEE | Postleitzahl |
| ----------------------------------------------- | ------------------------ | ---------- | ---------------- | ---------- | ------------ |
| Aubervilliers                                   | 89.489                   | 5,76       | 15.536           | 93001      | 93300        |
| Épinay-sur-Seine                                | 53.564                   | 4,57       | 11.721           | 93031      | 93800        |
| L’Île-Saint-Denis                               | 8.682                    | 1,77       | 4.905            | 93039      | 93450        |
| La Courneuve                                    | 47.086                   | 7,52       | 6.261            | 93027      | 93120        |
| Saint-Denis                                     | 148.907                  | 15,77      | 9.442            | 93066      | 93200        |
| Saint-Ouen-sur-Seine                            | 53.041                   | 4,31       | 12.306           | 93070      | 93400        |
| Stains                                          | 40.600                   | 5,39       | 7.532            | 93072      | 93240        |
| Villetaneuse                                    | 12.432                   | 2,31       | 5.382            | 93079      | 93430        |
| Établissement public territorial Plaine Commune | 455.407                  | 47,40      | 9.608            | –          | –            |